# Masami Kurumada
Masami Kurumada (車田正美?, Kurumada Masami; Tokyo, 6 dicembre 1953) è un fumettista giapponese.

## Biografia
Ha cominciato la carriera di mangaka all'età di 21 anni con Sukeban Arashi. Il suo manga più conosciuto è I Cavalieri dello zodiaco (Saint Seiya) del 1986, di grandissimo successo e tradotto in numerosi paesi e lingue (oltre 50 nazioni), e si è attestato al 20º posto nella classifica commissionata da Weekly Shonen Jump nel 2007 sui manga più venduti di sempre, con oltre 25 milioni di copie vendute nel solo Giappone, superando le 34 milioni di copie nel 2013. In Giappone anche altri suoi manga (Ring ni kakero, Fuma no Kojiro e B't X) hanno riscosso un ottimo successo. Dai suoi manga più famosi sono state prodotte alcune serie TV anime, OAV, film d'animazione, musical, videogiochi, live action e numerosissimi prodotti di merchandising.
Kurumada stesso ha inoltre scritto i testi per diverse canzoni di alcune sigle delle varie serie animate (televisive e OAV) basate su suoi lavori, oltre ad aver lavorato come collaboratore nelle serie anime e nei musical.
In Giappone alcuni poster promozionali del film Scontro tra titani del 2011 di Louis Leterrier, sono stati disegnati da Kurumada, il regista del film inoltre ha ammesso di essersi ispirato al manga dei Cavalieri per il design delle armature indossate dalle divinità del film.
Ha inoltre aperto in Giappone nel 1996 un negozio di anime e manga chiamato (nomitato Seiya Club), e nel 2012 un piccolo museo vicino al suo studio dedicato ai suoi lavori ed ai numerosi prodotti ad essi ispirati.
Nel corso della sua longeva carriera ha lavorato in collaborazioni con artisti come: Shingō Araki e Michi Himeno, lunga e storica la sua collaborazione con la casa di animazione Toei Animation.
Egli stesso ha scelto personalmente mangaka giovani per realizzare degli spin-off delle sue opere, tra cui: Megumu Okada, Shiori Teshirogi, Chimaki Kuori, Yun Kouga.
Il suo studio/azienda da mangaka situato a Tokyo è la Kurumadapro.
Tra il 2006 e il 2024 ha scritto e disegnato un nuovo manga dedicato ai cavalieri dello zodiaco intitolato Saint Seiya - Next Dimension - Myth of Hades. Nel 2014, dopo una pausa di trent'anni ha rimesso mano a Otoko zaka, che ha terminato nel 2024.

## Opere
- Otokoraku (1974)
- Sukeban Arashi (1974-1975)
- Ring ni kakero (1977-1983)
- Fuma no Kojiro (1982-1983)
- Raimei no Zaji (1983)
- Otoko zaka (1984; 2014-2024)
- Saint Seiya - I Cavalieri dello zodiaco (1985-1990; 2018-2020[a 1])
- Aoi tori no Shinwa: 〜Blue Myth〜 (1991-1992)
- Silent Knight Shō (1992)
- B't X (1994-2000)
- Akane-Iro no kaze (1995)
- Shin Samurai Showdown (1995)
- Evil Crusher Maya (1996)
- Ring ni Kakero 2 (2000-2009)
- Saint Seiya - Next Dimension - Myth of Hades (2006-2024)
- Ai no Jidai - Indigo period[8] (2015)
- Saint Seiya: Then - Haikyo no Hana (2024) - Capitolo speciale pubblicato dopo la chiusura di Next Dimension.

## Libri
- Cosmo Special (1988)
- Burning Blood (1996, artbook)
- Saint Seiya Encyclopedia (2001, artbook e character data collection)
- Saint Seiya Sora Kurumada Masami Illustrations (2004, Artbook e issues data collection)
- Raimei-ni Kike (Listen in the Lightning, 2006)
- Masami Kurumada best bout! (2 volumi, 2014)
- Saint Seiya 30 Shunen Kinen Gashu, Seiiki - Sanctuary (artbook commemorativo di 130 pagine, 2016)[9]
- Saint Seiya Daikaibo di SAN-EI SHOBO, book di 128 pagine su Saint Seiya uscito in Giappone 2020. [10]

## Annotazioni
1. ↑  Fra il 2018 e il 2020 l'autore ha rilasciato tre serie di capitoli speciali che approfondiscono alcuni retroscena, intitolati rispettivamente Episode 0, Origin e Destiny[7]. I capitoli sono poi stati raccolti nell'ultima edizione del manga